# Avvocati di famiglia
Avvocati di famiglia (Family Law) è una serie televisiva canadese ideata da Susin Nielsen. La serie vede protagonisti Jewel Staite, Zach Smadu, Genelle Williams, Lauren Holly e Victor Garber e ha debuttato in anteprima mondiale in Italia il 6 luglio 2021 su Sky Investigation.

## Trama

### Prima stagione
Abigail Bianchi è un'avvocatessa alcolista in via di guarigione che tocca il fondo ed è costretta a lavorare per il padre dal quale si era allontanata. Nel suo studio legale conosce anche i fratellastri, avuti da suo padre da altri due successivi matrimoni falliti, e con i quali non si era mai incontrata.
Nella prima stagione si vede Abigail che, appena entrata nello studio del padre, avvocato di grande fama e noto donnaiolo, per scontare il periodo di punizione, conosce i fratellastri che il padre ha avuto da due successivi matrimoni: Daniel, avvocato salutista che aspira a diventare socio, fidanzato con Danielle, e Lucy, psicologa gay che è sposata con Maggie ma la tradisce con un'altra donna. Gradualmente Abigail, che aveva interrotto i rapporti con il padre quando questi lasciò la madre, inizia a sviluppare un rapporto con i fratelli che passa dalla diffidenza alla collaborazione. Improvvisamente Daniel lascia Danielle perché le dice di non sentirsi pronto per il matrimonio. Nel frattempo, il marito di Abigail, Frank Bianchi, anche lui avvocato in un altro studio, continua a tenere lontana la moglie dalla casa coniugale e dai figli, Sophia e Nico, ufficialmente perché lei non si è ancora disintossicata ma in realtà per coltivare una relazione con la collega Felicity.

### Seconda stagione
Lucy si trasferisce a casa di Abigail, che vive con la madre Joanne, quando Maggie, incinta, scopre il suo tradimento e la caccia di casa. Abigail continua la disintossicazione e acquista sempre più credito davanti al padre Harry, che inizia a pensare di tenerla in studio anche dopo la fine della punizione. Frank porta Abigail a una terapia di coppia, che lei però interrompe quando il marito confessa di sentirla come un peso. Nel frattempo Abigail conosce un giovane vigile del fuoco con il quale inizia a frequentarsi e al quale confessa tutti i suoi problemi, ottenendo la comprensione dell'uomo. Anche il rapporto con i figli inizia a migliorare quando entrambi scoprono che Frank ha tradito Abigail. Grazie all'intercessione di Abigail, Daniel diventa socio e Harry fa una proposta ufficiale ad Abigail di restare con lui. Maggie partorisce, ma non vuole che Lucy si occupi della bambina: Abigail la difende vittoriosamente in tribunale, ma Maggie, quando Lucy la va a trovare, sparisce. Proprio alla fine della stagione Abigail, tornando a casa, trova la madre a letto con il padre con sua grande sorpresa.

## Episodi
| Stagione         | Episodi | Prima TV Canada | Prima TV Italia |
| ---------------- | ------- | --------------- | --------------- |
| Prima stagione   | 10      | 2021            | 2021            |
| Seconda stagione | 10      | 2023            | 2022            |
| Terza stagione   | 10      | 2025            | 2023            |
| Quarta stagione  | 10      | inedita         | 2025            |

## Personaggi e interpreti

### Principali
- Abigail "Abby" Bianchi (stagione 1-in corso), interpretata da Jewel Staite, doppiata da Federica De Bortoli.
Figlia maggiore di Harry Svensson e sorellastra di Daniel e Lucy Svensson, inizia a lavorare presso lo studio legale del padre dopo essere stata quasi radiata a causa del suo alcolismo. Specializzata in lesioni personali, è sposata ma non convive e ha due figli, Sofia e Nico Bianchi.
- Daniel Svensson (stagione 1-in corso), interpretato da Zach Smadu, doppiato da Stefano Crescentini.
Fratellastro di Abby e avvocato nello studio del padre, specializzato in diritto di famiglia.
- Dott.ssa Lucinda "Lucy" Svensson (stagione 1-in corso), interpretata da Genelle Williams, doppiata da Joy Saltarelli.
Sorellastra di Abigail e figlia minore di Harry, laureata a Stanford, lavora come psicologa nello studio del padre.
- Joanne Kowalski (stagione 1-in corso), interpretata da Lauren Holly, doppiata da Anna Cesareni.
Benestante madre di Abigail e prima ex moglie di Harry.
- Harry Svensson (stagione 1-in corso), interpretato da Victor Garber, doppiato da Fabrizio Pucci.
Stimato avvocato e responsabile dello studio legale Svensson & Svensson, padre di Abigail, Daniel e Lucy.

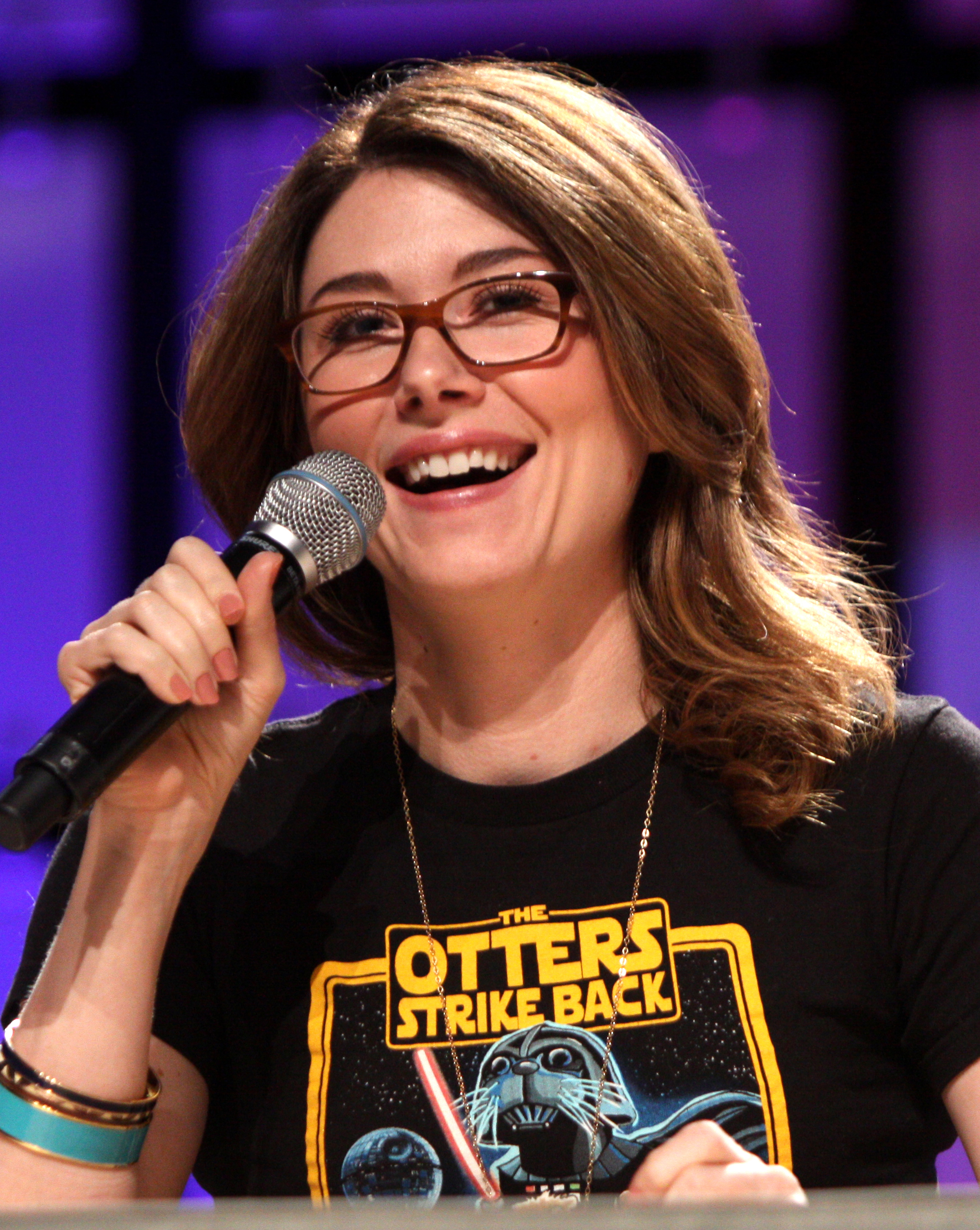
Jewel Staite
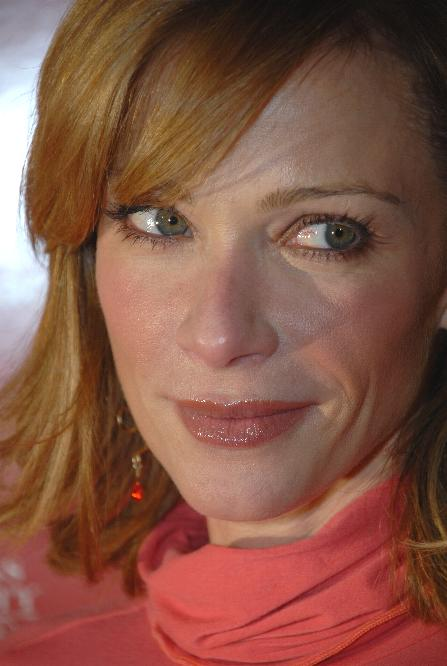
Lauren Holly
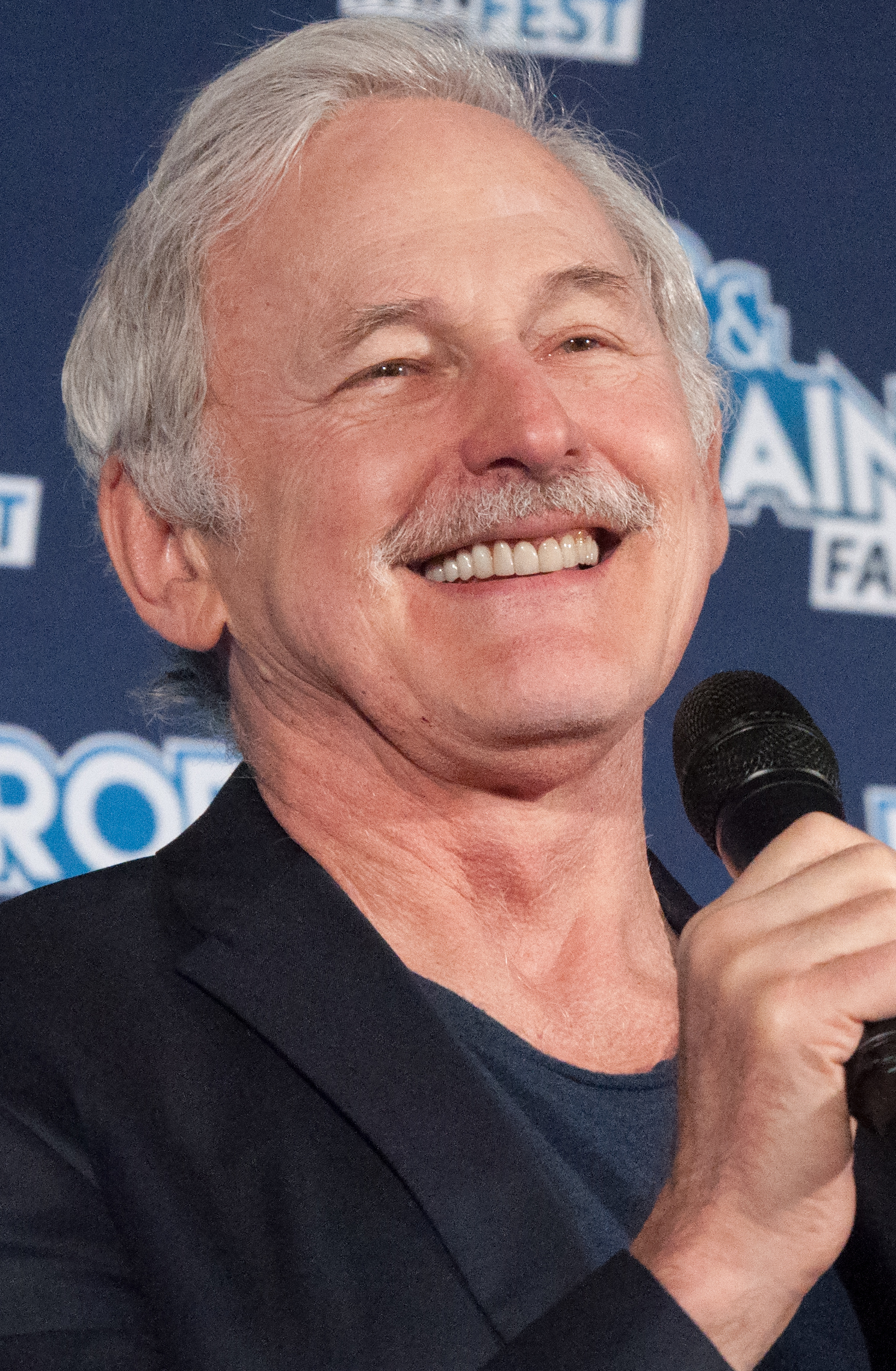
Victor Garber

### Ricorrenti
- Frank Bianchi (stagione 1-in corso), interpretato da Luke Camilleri, doppiato da Gabriele Sabatini.
Avvocato e marito di Abigail che vive separato con i suoi due figli.
- Sofia Bianchi (stagione 1-in corso), interpretata da Eden Summer Gilmore, doppiata da Emanuela Ionica.
Figlia adolescente di Abigail e Frank.
- Nico Bianchi (stagione 1-in corso), interpretato da Brendan Sunderland.
Figlio minore di Abigail e Frank.
- Jerri Rifkin (stagione 1-in corso), interpretata da Bobbi Charlton, doppiata da Sonia Scotti.
Capufficio di Harry e fidata consulente.
- Cecil Patterson (stagione 1-in corso), interpretato da Brett Kelly, doppiato da Gabriele Patriarca.
Assistente legale di Svensson & Svensson.
- Kyle Banning (stagione 1, guest star stagione 2), interpretato da Fred Ewanuick, doppiato da Alessandro Rigotti.
Proprietario di un carlino di nome Craig che si rivolge allo studio Svensson per ottenere l'affidamento esclusivo. Alla fine, il cane rimane a Daniel in quanto né Kyle né Parker possono più ospitarlo.
- Parker Banning (stagione 1), interpretata da Fiona Vroom.
Ex moglie di Kyle.
- Danielle Lim (stagione 1), interpretata da Yvonne Chapman, doppiata da Valentina Mari.
PR e fidanzata di Daniel in procinto di sposarlo che viene lasciata prima del matrimonio, in quanto Daniel non ha intenzione di impegnarsi con lei.
- Maggie Roth (stagioni 1-2, guest star stagioni 3-4), interpretata da Ali Liebert, doppiata da Gemma Donati.
Paramedico e moglie di Lucy che la lascia dopo aver scoperto un suo tradimento.
- Asha (stagione 1), interpretata da Celia Reid.
Amante di Lucy.
- Nina Beasley (stagioni 1-2, guest star stagioni 3-4), interpretata da Kelli Ogmundson, doppiata da Eleonora Reti (stagioni 1-3) e da Giulia Tarquini (stagione 4).
Receptionist di Svensson & Svensson che in seguito lascia lo studio legale per viaggiare con suo padre.
- Bryan Beasley (stagione 1, guest star stagione 3), interpretato da Patrick Gilmore, doppiato da Riccardo Niseem Onorato.
Padre di Nina.
- Philip "Phil" Sterling (stagione 1-in corso), interpretato da Peter Bryant.
Avvocato dello studio legale Sterling, Grossman e Foster e amico di Harry.
- Yannick Krol (stagione 1-in corso), interpretato da Birkett Turton, doppiato da Emiliano Coltorti.
Avvocato e amico di Daniel.
- Crystal Steele (stagioni 1-3), interpretata da Lynda Boyd, doppiata da Laura Boccanera.
Attivista politica con una propria web TV e amante di Harry.
- Winston Verdad (stagioni 2-4), interpretato da Ryan Lino.
Nuovo receptionist di Svensson & Svensson dopo che Nina ha lasciato lo studio legale.
- Cordelia Bernstein (stagione 2-in corso), interpretata da B.J. Harrison, doppiata da Antonella Alessandro.
Avvocata divorzista assunta da Abby soprannominata "il lanciafiamme", ex compagna di università di Harry e sua ex amante.
- Martina Hadish (stagioni 2-3), interpretata da Miranda Edwards, doppiata da Chiara Gioncardi.
Executive chef del ristorante vegano Fodder, amica e amante di Daniel.
- Luisa (stagione 2), interpretata da Erica Cerra, doppiata da Ilaria Latini.
Avvocata divorzista assunta da Frank.
- Chip Crombie (stagioni 2-3), interpretato da Paul McGillion, doppiato da Massimo De Ambrosis.
Ex avvocato e ora giudice, viene radiato dall'albo dopo la scoperta della sua bigamia.
- Aiden (stagioni 2-3), interpretato da Spencer Lord, doppiato da Paolo Vivio.
Vigile del fuoco e fidanzato di Abby.
- Dott.ssa Kelly Garcia (stagioni 3-4), interpretata da Aliyah O'Brien, doppiata da Eleonora De Angelis.
Psicologa che Lucy conosce ad una lezione di boxe e inizia una relazione con lei.
- Quinn (stagione 3), interpretato da Thomas Cadrot.
Giornalista gastronomico e fidanzato di Martina.
- Sabrina Bass (stagione 3), interpretata da Donna Benedicto, doppiata da Ilaria Latini.
Facoltosa cliente della Svensson che si rivolge a Harry per divorziare dal marito Connery Bass.
- Ben Cohen (stagioni 3-4), interpretato da Benjamin Ayres, doppiato da Marco Vivio.
Avvocato penalista e nuovo fidanzato di Abby che sta lottando da una dipendenza dall'alcolismo.
- Isabelle Rousseau (stagione 3), interpretata da Anja Savcic, doppiata da Veronica Puccio.
Nuova fidanzata di Frank e insegnante in una scuola materna.
- Marcus Petersen (stagione 4), interpretato da David Cubitt, doppiato da Alberto Angrisano.
Amico di Harry e avvocato dello studio legale Petersen che intende unire il suo studio con quello di Svensson & Svensson.
- Jude (stagione 4), interpretata da Mapuana Makia.
Ragazza conosciuta in un bar da Daniel che rimane incinta di lui. È una disegnatrice per una casa di sviluppo di videogiochi.
- Robin (stagione 4), interpretata da Samantha Liana Cole.
Produttrice di Phoenix Radio che assume Lucy per un programma radiofonico.
- Kieran (stagione 4), interpretato da Kevin McGarry, doppiato da Davide Albano.
Appaltatore edile che ristruttura il nuovo studio legale di Abigail.

### Guest star
- Giudice Walter Hingston (stagione 1-in corso), interpretato da Jerry Wasserman, doppiato da Pierluigi Astore (stagione 3).
- Giudice Betty Anne Boyte (stagione 1-in corso), interpretata da Alison Araya, doppiata da Ilaria Giorgino (stagioni 1, 3), da Maura Cenciarelli (stagione 2) e da Tatiana Dessi (stagione 4).
- Giudice Maria Natali (stagione 1-in corso), interpretata da Lossen Chambers, doppiata da Michela Alborghetti (stagione 1), da Ilaria Giorgino (stagione 2) e da Irene Di Valmo (stagione 4).
- Roz (stagioni 1, 3-4), interpretata da Katrina Reynolds, doppiata da Michela Alborghetti (stagione 1) e da Maura Cenciarelli (stagioni 3-4).
Impiegata nella segreteria del tribunale e interesse amoroso di Cecil.
- Eleanor Rifkin (stagioni 2-4), interpretata da Beverley Elliott.
Moglie di Jerri.
- Zina Selva (stagioni 3-4), interpretata da Carmen Aguire, doppiata da Roberta Pellini.
Madre di Daniel ed ex seconda moglie di Harry, avvocata per i diritti umani che possiede un proprio studio legale.
- Gabby Lipton (stagione 4), interpretata da Teryl Rothery, doppiata da Mirta Pepe.
Amica di lunga data di Joanne.
- William Svensson (stagione 4), interpretato da Tom Butler, doppiato da Paolo Buglioni.
Fratello maggiore di Harry.
- Bud Nielsen (stagione 4), interpretato da Nathan Fillion.
Figlio di Harry avuto da una precedente relazione.

## Produzione
Creata da Susin Nielsen per SEVEN24 Films e Lark Productions, la serie è prodotta e girata a Vancouver nella Columbia Britannica.
Ancora prima di trasmettere la serie, Global ha annunciato nel maggio 2021 di aver già dato il via libera a una seconda stagione.
Il 17 maggio 2022, Global ha annunciato una terza stagione, ancora una volta con dieci episodi.
Il 31 gennaio 2024 la serie è stata rinnovata per una quarta stagione.

## Distribuzione
La serie ha debuttato in prima visione mondiale in Italia su Sky Investigation il 6 luglio 2021. La seconda stagione è stata trasmessa dal 27 marzo 2022, la terza dal 21 novembre 2023 su Sky Serie e la quarta dal 15 luglio 2025.
In Canada è trasmessa dal 16 settembre 2021 su Global. In Australia è trasmessa su Nine Network. Negli Stati Uniti va in onda su The CW dal 2 ottobre 2022. La quarta stagione è trasmessa dal 23 luglio 2025.